# QinQ
QinQ je mrežni protokol poznat i kao IEEE 802.1ad. Radi se o ethernetskom mrežnom standardu koji je praktično dodatak standardu IEEE 802.1Q-1998 i uključen je u osnovni standard 802.1Q iz 2011. godine.
Tehnika određena ovima standardom poznata je kao premošćivanje pružatelja usluga i složeni VLAN-ovi, odnosno neformalno kao QinQ. 
Izvorna specifikacija 802.1Q dopušta da se u ethernetski okvir umetne jedno 802.1Q zaglavlje (za virtualne lokalne mreže, VLAN) .
Dok QinQ (802.1ad) omogućuje umetanje dodatne VLAN oznake u jedan Ethernet okvir, što je važna mogućnost za implementaciju Metro Etherneta (mreža koje koriste pružatelji internetskih usluga).

### Standardni ethernetski mrežni okvir
| Preambula | Odredišna MAC | Izvorišna MAC | EtherType | Payload (Podaci+TCP/UDP+IP zaglavlja) | CRC/FCS | IFG |
| --------- | ------------- | ------------- | --------- | ------------------------------------- | ------- | --- |
|           |               |               | 0x0800    |                                       |         |     |

### Ethernetski mrežni okvir sa zaglavljem 802.1Q
| Preambula | Odredišna MAC | Izvorišna MAC | 802.1Q zaglavlje                     | EtherType | Payload (Podaci+TCP/UDP+IP zaglavlja) | CRC/FCS | IFG |
| --------- | ------------- | ------------- | ------------------------------------ | --------- | ------------------------------------- | ------- | --- |
|           |               |               | TPID=0x8100, PCP, DEI, VLAN ID (VID) | 0x8100    |                                       |         |     |

### Ethernetski mrežni okvir sa zaglavljima 802.1Q i QinQ (802.1ad)
| Preambula | Odredišna MAC | Izvorišna MAC | 802.1Q zaglavlje (802.1ad dio)       | 802.1Q zaglavlje                     | EtherType | Payload (Podaci+TCP/UDP+IP zaglavlja) | CRC/FCS | IFG |
| --------- | ------------- | ------------- | ------------------------------------ | ------------------------------------ | --------- | ------------------------------------- | ------- | --- |
|           |               |               | TPID=0x88A8, PCP, DEI, VLAN ID (VID) | TPID=0x8100, PCP, DEI, VLAN ID (VID) | 0x8100    |                                       |         |     |